# Fiesta de los calvotes (castañas)
La fiesta de los calvotes es un acontecimiento popular que tiene su origen en el municipio salmantino de Lagunilla (Salamanca). Se festeja el fin de semana que coincide con la festividad de Todos los Santos. También se la denomina mogosto

## Características
La fiesta se celebra en la Plaza Mayor de Lagunilla y convoca a todos los habitantes del municipio y de la comarca ya que goza de buena fama entre los municipios colindantes. La celebración en sí consiste en asar las castañas (denominadas calvotes, de ahí el nombre de la fiesta) en una hoguera. Dichos frutos secos son donados por el ayuntamiento de Lagunilla ya que han sido recolectadas de las parcelas pertenecientes al mismo.

## Cultura popular
Actualmente es común que familias enteras vayan a la fiesta (gratuita) a compartir vivencias y tomar las castañas ofrecidas por el Ayuntamiento. Además se aprovechan las brasas de la hoguera para asar carne. También es muy típico ver a los niños disfrazados ya que coincide con la festividad anglosajona de Halloween. La leña con la que se hace la hoguera es traída por los quintos (personas que alcanzan la mayoría de edad ese mismo año).
| Año  | Número de participantes                                                   |
| ---- | ------------------------------------------------------------------------- |
| 2016 | 600                                                                       |
| 2015 | 550                                                                       |
| 2014 | no existen datos ya que ese año fue suspendida por motivos climatológicos |

Los datos de la tabla se ven reflejados en cuanto a los kilogramos de castañas consumidos dicha noche.

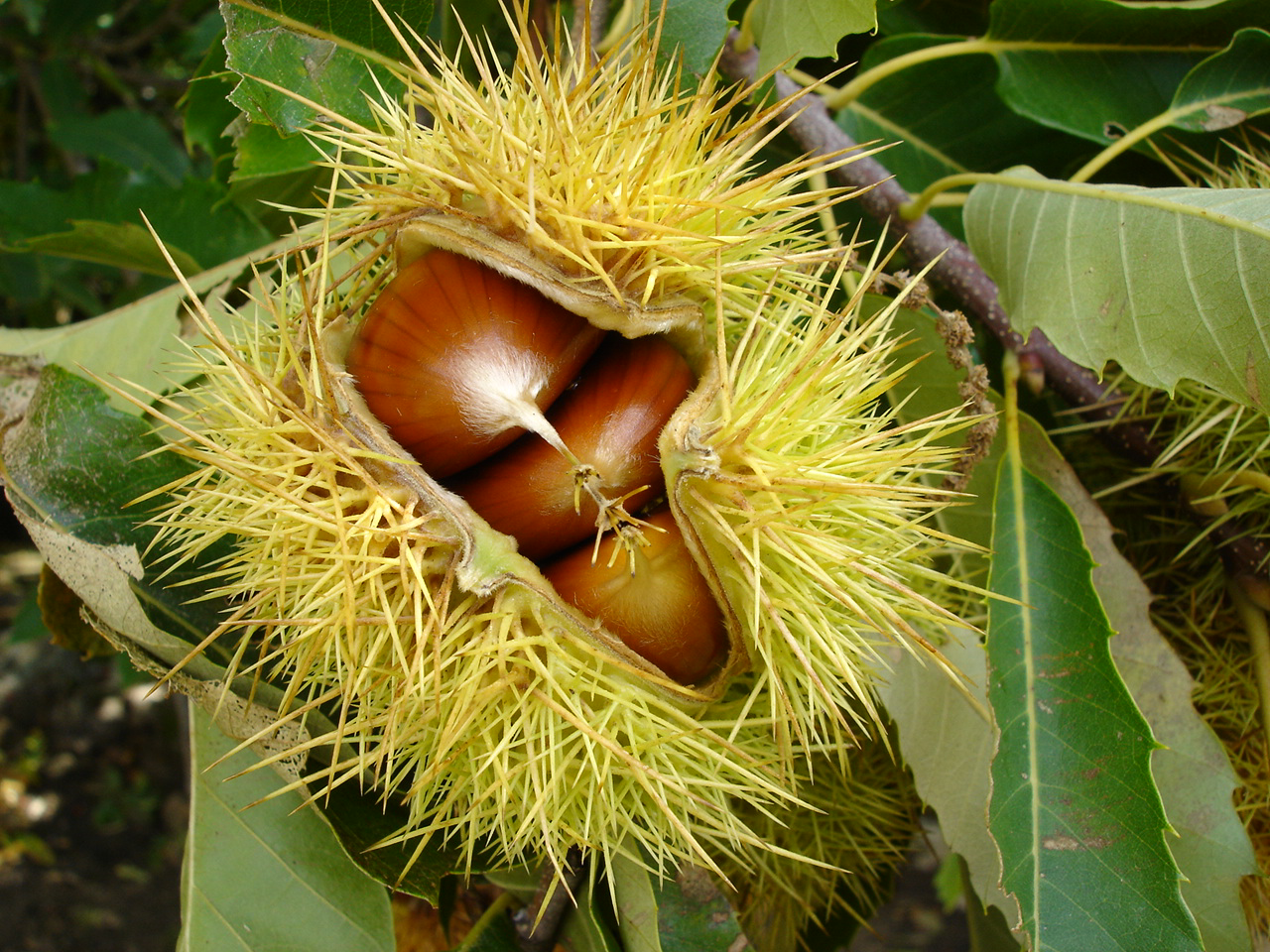
castaña, protagonista de la fiesta

## Creencias populares
La creencia principal a cerca del origen de esta fiesta se remonta a tradiciones celtas. Según esa cultura, las hogueras espantaban los malos espíritus ya que era la noche en la que las almas vagaban por el pueblo. En cambio servía como faro para los espíritus de los antepasados, los cuales regresaban para reunirse con sus familiares. Como curiosidad, las clásicas calabazas de Halloween mantienen una historia paralela en este pueblo ya que se suelen hacer también con sandías y se las denominan manolos.